# Andenkensschutz
Der Andenkensschutz (selten auch Andenkenschutz) ist ein Konzept des Schweizer Rechts. Er schützt die Persönlichkeit eines Verstorbenen. Zwar endet die Persönlichkeit und damit alle aus ihr abgeleiteten Ansprüche mit dem Ableben. Unter Umständen können nahe Angehörige jedoch, um ihr Andenken an den Toten zu wahren, für den Schutz gewisser Elemente der Persönlichkeit des Toten sorgen, indem sie sich hierfür auf ihr eigenes Persönlichkeitsrecht stützen. Es gibt in der Schweiz – anders als in Deutschland – keinen postmortalen Persönlichkeitsschutz.
Nach geltendem Recht ist es ausgeschlossen, dass jemand als Vertreter eines Toten eine Beschwerde führt. Das rührt daher, dass mit dem Tod die Rechtsfähigkeit endet. Es geht beim Andenkensschutz weniger um die Wahrung der Persönlichkeitsrechte des Verstorbenen als um die Verwirklichung der Persönlichkeitsrechte der Nachkommen. So erachtete das Bundesgericht etwa die Beschwerde einer Witwe und der Kinder als zulässig, die einen Pressebeitrag anklagten, der in ihrer Auffassung den Vater verunglimpfte. Die Witwe und die Kinder rügten, dadurch würde ihr Andenken an den Vater gestört und so ihr Persönlichkeitsrecht verletzt (Art. 28 ZGB). Aus demselben Grund urteilte das Bundesgericht, dass die nächsten Angehörigen das Recht hätten, über den Leichnam zu bestimmen, sofern der Verstorbene nicht zu Lebzeiten Regeln darüber verfügt hat. Schliesslich werde eine Witwe durch das Ausstellen eines Bildes, das ihren Mann auf dem Totenbett zeige, in ihren persönlichen Verhältnissen verletzt. Der Tod eines Angehörigen müsse der Intimsphäre – jenem Bereich der Persönlichkeit, der «der Kenntnis aller andern Leute entzogen sein» solle – seiner nächsten Verwandten zugerechnet werden, damit die enge Verbundenheit zwischen dem Verstorbenen und seinen nächsten Angehörigen nicht gestört werde.
In den oben aufgeführten Beispielen handelte es sich stets um Ansprüche, die die Angehörigen gegen Private (natürliche und juristische Personen) geltend machten. Der Andenkensschutz hat darüber hinaus eine verfassungsrechtliche Dimension. Das bedeutet, man kann sein Andenken an Verstorbene ebenfalls gegenüber dem Staat durchsetzen. Der Andenkensschutz wird aus dem Grundrecht auf persönliche Freiheit (Art. 10 Abs. 2 BV) abgeleitet. Davon abzugrenzen ist das grundrechtliche Gebot, lebenszeitliche Wünsche, was mit dem eigenen Körper nach dem Ableben geschehen soll, zu achten. Dieser Anspruch ist Ausfluss der persönlichen Freiheit des Verstorbenen, nicht der Angehörigen.
In der Rechtslehre gibt es vereinzelt Plädoyers für ein postmortales Persönlichkeitsrecht. In der neueren Staatsrechtslehre ist etwa Axel Tschentscher für die Anerkennung eines postmortalen Persönlichkeitsrechts. Das dränge sich umso mehr auf, wenn ein Verstorbener keine Angehörigen zurücklasse, die seine Persönlichkeitsrechte verteidigen könnten. «Ohne ein solches Recht […] gäbe es dann keine Handhabe dagegen, dass eine Gemeinde aus Kostengründen den Leichnam einem anatomischen Institut spendet, Leichenteile verkauft oder den Leichnam in die Tierkörperverbrennung gibt. Zusätzlich zur staatlichen Achtungspflicht bedarf es einer staatlichen Schutzpflicht gegenüber privater Leichenschändung, die sich am besten durch die Anerkennung einer postmortalen Grundrechtsträgerschaft begründen lässt.» Das Bundesgericht lehnte diese Theorie jedoch in ständiger Rechtsprechung ab.